# 角狀狸藻
角狀狸藻（學名：Utricularia cornuta）為狸藻屬多年生小型至中型食肉植物。其种加词“cornuta”来源于拉丁文“cornus”，意为“角状”，指其角状的花冠距。角状狸藻为北美洲的特有種，可見於巴哈馬、古巴、加拿大及美國。其陆生或半水生于沼澤、濕地或池塘的淺水域，主要分布於低海拔地区。1803年，安德烈·米修（André Michaux）最先描述了角状狸藻。

## 外部連結
- 食虫植物照片搜寻引擎中角状狸藻的照片 （页面存档备份，存于）

 维基共享资源上的相關多媒體資源：角状狸藻
 維基物種上的相關：角状狸藻